# Аравийско-Индийский хребет
Арави́йско-Инди́йский хребе́т — подводный срединно-океанический хребет на северо-западе Индийского океана.
Хребет простирается от Аденского залива до острова Родригес на 3700 км, где переходит в Центральноиндийский хребет. Ширина достигает 650 км. Преобладающие глубины над гребнем составляют 2500—3000 м, наименьшая — до 1271 м. Поверхность сильно расчленена и местами рассечена поперечными зонами разломов. Близ гребня располагаются узкие рифтовые ущелья глубины до 6492 м.
В 1964 году группа советских учёных на судне «Витязь» впервые для срединно-океанических хребтов обнаружила здесь выходы ультраосновных пород, представлявших собой малоизменённое вещество мантии Земли.